# Хосокава Масамото
Хосокава Масамото (細川 政元?, 1466 — 1 августа 1507) — крупный японский военный и государственный деятель периода Муромати. Канрэй (главный советник сёгуна) (1486—1507).

## Биография
Сын и преемник крупного японского полководца и политика Хосокава Кацумото (1430—1473), канрэя сёгуната в 1445—1449, 1452—1464, 1468-1473 годах.
В 1473 году после смерти своего отца Кацумото Масамото унаследовал его богатые владения стал главой рода Хосокава. В 1486 году Хосокава Масамото первый раз был назначен канрэем (главным советником сёгуна). В 1486-1487 годах временно должность канрэя занимал Хатакэяма Масанага (1442—1493).
В 1489 году скончался сёгун Асикага Ёсихиса, не оставивший после себя наследников. Хосокава Масамото поддержал кандидатуру Асикага Ёситанэ, который в 1490 году был провозглашен 10-м сёгуном. В 1493 году сёгун Асикага Ёситанэ при поддержке даймё Хатакэяма Масанага выступил против канрэя Хосокава Масамото, который одержал над ними победу. Хатакэяма Масанага покончил жизнь самоубийством во время боя, а сёгун Асикага Ёситанэ был взят в плен и заключен в темницу. В 1494 году Хосокава Масамото провозгласил в Киото новым сёгуном Асикага Ёсидзуми (1494—1508).
Новый сёгун стал игрушкой в руках могущественного канрэя Хососкава Масамото. В 1494 году Масамото провел военную кампанию против своих противников в провинции Ямасиро.
Хосокава Масамото не был женат и не имел детей. Он усыновил Симиюки из клана Кудзё и Сумимото из клана Хосокава. Между сторонниками Симиюки и Сумимото началась борьба главенство в роду Хосокава. В 1504 году Якусидзи Мотоити (1475—1504), вассал Масамото, поднял восстание против своего господина, пытаясь заменить его на Сумимото. Якуидзи выступил в поход на Киото, но был потерпел поражение. Войска Масамото осадили и взяли его замок, Якусидзи был взят в плен и вынужден совершить харакири.
В 1506 году Миёси Юкинага, другой сторонник Сумимото, выступил в поход на Киото, но также потерпел поражение. 1 августа 1507 года в своём доме Хосокава Масамото был убит своим приемным сыном Сумиюки.